# Yodo (Fluss)
Der Yodo (jap. 淀川 -gawa) ist ein bedeutender Fluss in Japan.
In der Präfektur Shiga wird er als Seta (瀬田川 -gawa), in der Präfektur Kyōto als Uji (宇治川, -gawa) und nach seiner Vereinigung mit den Flüssen Katsura (桂川, -gawa) und Kizu als Yodo bezeichnet. Da der alte Unterlauf als Kyū-Yodo (旧淀川, -gawa, dt. „alter Yodo“, auch: Ōkawa (大川, dt. „großer Fluss“)) bezeichnet wird, wird der heutige Unterlauf des Yodo auch als Shin-Yodo (新淀川, -gawa, dt. „neuer Yodo“) bezeichnet.

## Ursprung und Verlauf

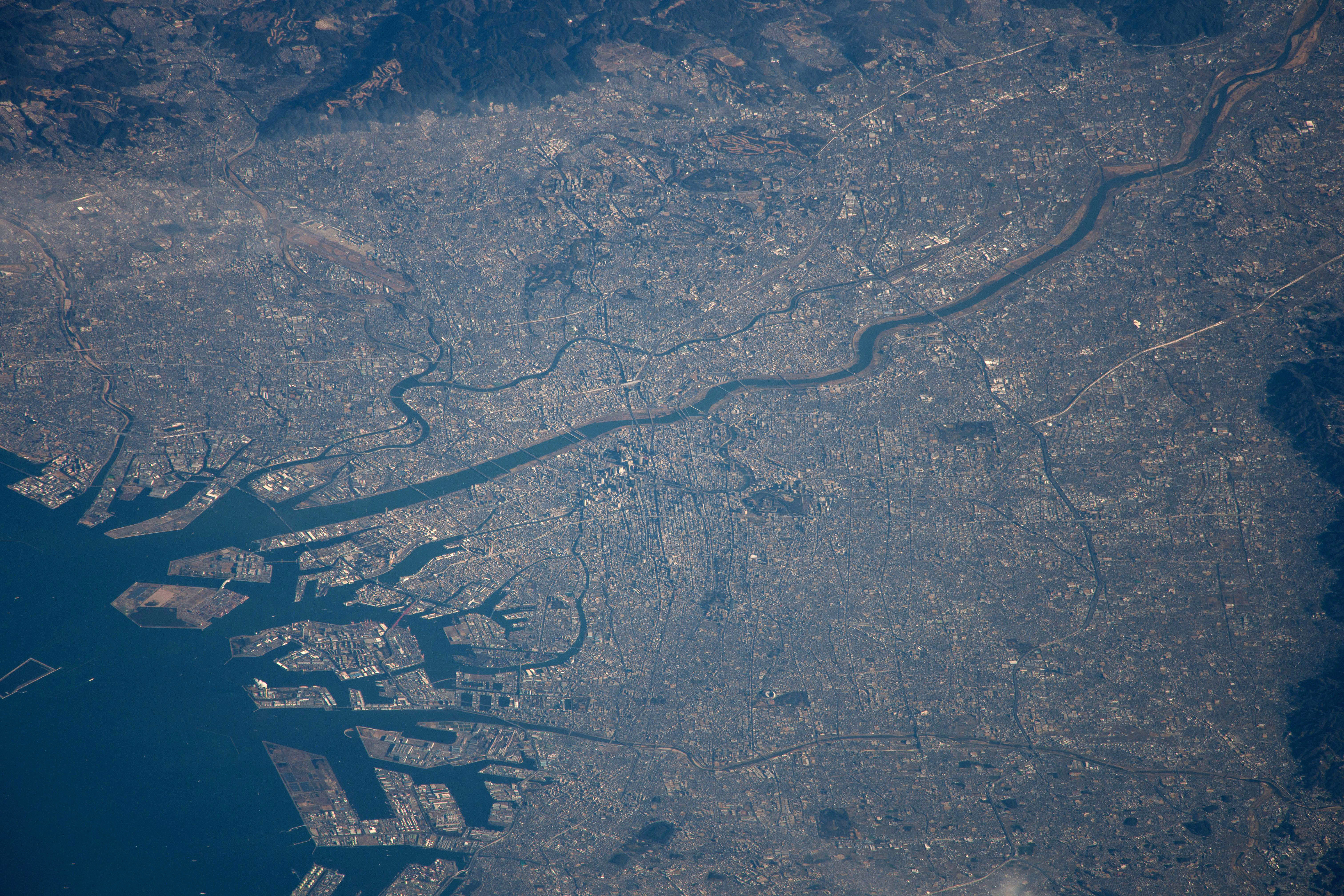
Luftbild von Osaka und dem Yodo-Fluss

Der Yodo ist der einzige Abfluss des Biwa-Sees. Er entspringt dem See in der Präfektur Shiga, im südlichen Abschnitt des Biwa-Sees bei der Stadt Ōtsu, im zentral-westlichen Bereich der japanischen Hauptinsel Honshū. Der Yodo durchfließt dann die Präfektur Kyōto in südöstlicher Richtung und mündet in der Bucht von Osaka der Seto-Inlandsee, einem Binnenmeer des Pazifiks.

## Bedeutung
794 wurde die Hauptstadt Japans von Nagaoka nach Heian-kyō (heute Kyōto) verlegt. Neben anderen topographischen, geopolitischen und klimatischen Überlegungen führte die günstige Lage am Yodo zu dieser Wahl und zum planmäßigen, schachbrettartigen Ausbau dieser Stadt.
Während der Tokugawa-Zeit (1603–1867) hatte der Yodogawa als Hauptverkehrsweg zwischen den Machtzentren Kyōto und Osaka eine große Bedeutung.
Heute wird der Yodogawa durch Dämme und Wasserkraftwerke zur Energiegewinnung genutzt, z. B. für die „Hanshin Industrial Zone“  (阪神工業地帯, Hanshin Kōgyō Chitai). Gegenwärtig ist nach dem Yodogawa ein Stadtteil Osakas benannt: Yodogawa-ku.